# John Richmond
John Richmond (Manchester, 1960. január 8. –) angol divattervező, olaszországi székhellyel.

## Életrajz
Richmond Manchesterből Londonba költözött, majd később Milánóba, hogy követhesse álmait. 1982-ben divattervezői szakon végzett a Kingston University-n, és ezután azonnal elkezdte tervezni a kollekcióját saját neve alatt, miközben együtt dolgozott többek között Armanival, Joseph Tricottal and Fioruccival.
1984-ben megalapította a The Richmond-Cornejo márkát a Ravensbourne-ben végzett Maria Cornejoval. 1987 óta Richmond neve alatt három vonalon is dolgozik: a fő vonal a John Richmond, a második számú vonala a Richmond X és a farmervonal a Richmond Denim.
Szoros kapcsolatban áll a rockzene ihlette divatiparral, amely lehetővé tette számára, hogy olyan hírességeket öltöztethessen, mint  Madonna, George Michael, David Bowie, Mick Jagger, Annie Lennox, Axl Rose, Bryan Adams, Britney Spears, Kim Kardashian, Dita Von Teese, Kate Moss, Kaya Jones, Chris Brown és olyan olasz futballistákat, mint Marco Materazzi és Clarence Seedorf.
Londonban együtt dolgozott az iraki származású Reem Alasadival.
Lánya, Phoenix Richmond divatmodell.

## Fordítás
- Ez a szócikk részben vagy egészben  a   John Richmond (fashion designer) című angol Wikipédia-szócikk fordításán alapul.  Az eredeti cikk szerkesztőit annak laptörténete sorolja fel. Ez a jelzés csupán a megfogalmazás eredetét és a szerzői jogokat jelzi, nem szolgál a cikkben szereplő információk forrásmegjelöléseként.